# 19e regering van Israël
De 19e regering (ook bekend als het kabinet–Begin II) was de uitvoerende macht van de Staat Israël van 5 augustus 1981 tot 10 oktober 1983. Premier Menachem Begin (Likoed) stond aan het hoofd van een coalitie van Likoed, de Nationaal-Religieuze Partij, het Verenigd Thora-Jodendom, Opstand, Tami en Telem.

## Ambtsbekleders
| Ambtsbekleder                           | Ambtsbekleder       | Ambtsbekleder                                 | Functie                                           | Ambtstermijn     | Ambtstermijn      | Partij                       |
| --------------------------------------- | ------------------- | --------------------------------------------- | ------------------------------------------------- | ---------------- | ----------------- | ---------------------------- |
|                                         | Menachem Begin      | Menachem Begin מְנַחֵם בֵּגִין (1913–1992)          | Premier                                           | 21 juni 1977     | 10 oktober 1983   | Likoed                       |
|                                         | Simha Erlich        | Simha Erlich שמחה ארליך (1915–1983)           | Vicepremier                                       | 21 juni 1977     | 19 juni 1983      | Likoed                       |
| Minister van Landbouw                   | Simha Erlich        | Simha Erlich שמחה ארליך (1915–1983)           | 5 augustus 1981                                   |                  | 19 juni 1983      | Likoed                       |
|                                         | David Levy          | David Levy דוד לוי (1937)                     | Vicepremier                                       | 1 november 1981  | 13 juli 1992      | Likoed                       |
| Minister van Huisvesting en Constructie | David Levy          | David Levy דוד לוי (1937)                     | 15 januari 1979                                   | 11 juni 1990     |                   | Likoed                       |
|                                         | Ariel Sharon        | Aluf Ariel Sharon אֲרִיאֵל שָׁרוֹן (1928–2014)      | Minister van Defensie                             | 5 augustus 1981  | 15 februari 1983  | Likoed                       |
|                                         | Menachem Begin      | Menachem Begin מְנַחֵם בֵּגִין (1913–1992)          | Minister van Defensie                             | 15 februari 1983 | 23 februari 1983  | Likoed                       |
|                                         | Moshe Arens         | Moshe Arens משה ארנס (1925–2019)              | Minister van Defensie                             | 23 februari 1983 | 13 september 1984 | Likoed                       |
|                                         | Yitzhak Shamir      | Yitzhak Shamir יִצְחָק שָׁמִיר (1915–2012)          | Minister van Buitenlandse Zaken                   | 10 maart 1980    | 20 oktober 1986   | Likoed                       |
|                                         | Yosef Burg          | Yosef Burg יוסף בורג (1909–1999)              | Minister van Binnenlandse Zaken                   | 21 juni 1977     | 13 september 1984 | Nationaal- Religieuze Partij |
| Minister van Religieuze Zaken           | Yosef Burg          | Yosef Burg יוסף בורג (1909–1999)              | 5 augustus 1981                                   |                  | 13 september 1984 | Nationaal- Religieuze Partij |
|                                         | Joram Aridor        | Joram Aridor יורם ארידור (1933)               | Minister van Financiën                            | 13 januari 1981  | 15 oktober 1983   | Likoed                       |
|                                         | Moshe Nissim        | Moshe Nissim יורם ארידור (1935)               | Minister van Justitie                             | 5 augustus 1980  | 16 april 1986     | Likoed                       |
|                                         | Gideon Patt         | Gideon Patt גדעון פת (1933–2020)              | Minister van Economie                             | 15 januari 1979  | 13 september 1984 | Likoed                       |
|                                         | Eliezer Shostak     | Eliezer Shostak אליעזר שוסטק (1911–2001)      | Minister van Volksgezondheid                      | 21 juni 1977     | 13 september 1984 | Likoed                       |
|                                         | Aaron Abuchatsira   | Aaron Abuchatsira אהרן אבוחצירא (1938–2021)   | Minister van Arbeid en Sociale Zaken              | 5 augustus 1981  | 2 mei 1982        | Tami                         |
|                                         | Aaron Uzan          | Aaron Uzan אהרן אוזן (1924–2007)              | Minister van Arbeid en Sociale Zaken              | 2 mei 1982       | 13 september 1984 | Tami                         |
|                                         |                     | Zevulun Hammer זבולון המר (1936–1998)         | Minister van Onderwijs en Cultuur                 | 21 juni 1977     | 13 september 1984 | Nationaal- Religieuze Partij |
|                                         |                     | Chaim Corfu חיים קורפו (1921–2015)            | Minister van Vervoer                              | 5 augustus 1981  | 22 december 1988  | Likoed                       |
|                                         | Menachem Begin      | Menachem Begin מְנַחֵם בֵּגִין (1913–1992)          | Minister van Landbouw                             | 19 juni 1983     | 10 oktober 1983   | Likoed                       |
|                                         |                     | Itzhak Berman יצחק ברמן (1913–2013)           | Minister van Infrastructuur en Energie            | 5 augustus 1981  | 30 september 1982 | Likoed                       |
|                                         |                     |                                               | Minister van Infrastructuur en Energie            | Vacant           |                   |                              |
|                                         | Itzhak Modai        | Itzhak Modai יצחק מודעי (1926–1998)           | Minister van Infrastructuur en Energie            | 20 oktober 1982  | 13 september 1984 | Likoed                       |
|                                         | Aaron Abuchatsira   | Aaron Abuchatsira אהרן אבוחצירא (1938–2021)   | Minister van Immigratie                           | 5 augustus 1981  | 2 mei 1982        | Tami                         |
|                                         | Aaron Uzan          | Aaron Uzan אהרן אוזן (1924–2007)              | Minister van Immigratie                           | 2 mei 1982       | 13 september 1984 | Tami                         |
|                                         | Yuval Ne'eman       | Yuval Ne'eman יובל נאמן (1925–2006)           | Minister van Wetenschap en Ontwikkelingen         | 26 juli 1982     | 13 september 1984 | Opstand                      |
|                                         |                     | Mordechai Tzipori מרדכי צפורי (1924–2017)     | Minister van Communicatie                         | 5 augustus 1981  | 13 september 1984 | Likoed                       |
|                                         | Gideon Patt         | Gideon Patt גדעון פת (1933–2020)              | Minister van Toerisme                             | 5 augustus 1981  | 11 augustus 1981  | Likoed                       |
|                                         |                     | Abraham Sharir אברהם שריר (1932–2017)         | Minister van Toerisme                             | 11 augustus 1981 | 22 december 1988  | Likoed                       |
|                                         | Itzhak Modai        | Itzhak Modai יצחק מודעי (1926–1998)           | Minister zonder portefeuille (Energie Beleid)     | 5 augustus 1981  | 20 oktober 1982   | Likoed                       |
|                                         | Yaakov Meridor      | Yaakov Meridor יעקב מרידור (1913–1995)        | Minister zonder portefeuille (Economisch Beleid)  | 5 augustus 1981  | 13 september 1984 | Nationaal- Religieuze Partij |
|                                         | Mordechai Ben-Porat | Mordechai Ben-Porat מרדכי בן-פורת (1923–2022) | Minister zonder portefeuille (Algemene Zaken)     | 5 juli 1982      | 31 januari 1984   | Telem                        |
|                                         | Ariel Sharon        | Aluf Ariel Sharon אֲרִיאֵל שָׁרוֹן (1928–2014)      | Minister zonder portefeuille (Defensie Beleid)    | 15 februari 1983 | 13 september 1984 | Likoed                       |
|                                         | Sarah Doron         | Sarah Doron שרה דורון (1922–2010)             | Minister zonder portefeuille (Binnenlandse Zaken) | 5 juli 1983      | 13 september 1984 | Likoed                       |